# Embranchement particulier
Pour les articles homonymes, voir Embranchement et ITE.
 (novembre 2009).

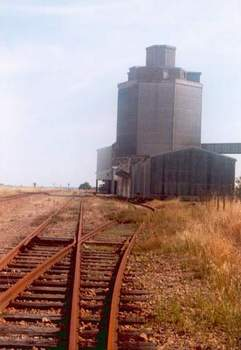
Embranchement céréalier en Beauce.

Un embranchement particulier (EP), aussi nommé installation  terminale embranchée (ITE) ou en Belgique raccordement industriel, est une voie ferrée desservant une entreprise, une usine, un entrepôt, une zone industrielle ou une zone portuaire, à partir d'un réseau ferroviaire principal afin de permettre le transport des marchandises sans rupture de charge. Une partie de l'EP est la propriété de l'entreprise.
Le trafic ferroviaire de marchandises se traite très majoritairement dans de telles installations, le transbordement en gare restant marginal. Certains embranchements sont (ou ont été) de véritables lignes de plusieurs kilomètres ; celui qui desservait la chocolaterie Menier à Noisiel en est un exemple. Il existe aussi des réseaux privés, tel celui des aciéries Arcelor.
Certains raccordements industriels relient aussi un réseau ferré national avec un réseau de métro au même écartement, de manière à faciliter la livraison des nouvelles rames de métro, ou inversément le départ des rames usagées allant à la casse : par exemple il existe trois raccordements de ce type entre le réseau de la SNCB et celui du métro de Bruxelles. Toutefois les rames de métro ne vont pas sur leurs propres roues de l'usine de montage au dépôt du métro, ou de ce dépôt au chantier de démolition, car elles ne sont pas prévues pour rouler à des vitesses dépassant 70 km/h, ce qui est extrêmement lent pour un train.
Pour accéder à une ITE, l'entreprise ferroviaire qui assure la desserte doit respecter les règles particulières d'accompagnement des mouvements prescrites par les consignes locales d'exploitation.

## Description
Cette installation comprend schématiquement deux parties :
- La première partie est constituée essentiellement d'un appareil de voie et d'une courte longueur de voie jusqu'à la limite des emprises du chemin de fer ; cette première partie, qui est la propriété du gestionnaire du réseau, peut comprendre aussi des installations de signalisation et d'électrification commandées à pied d'œuvre ou à distance.

- La deuxième partie, située dans le prolongement de la précédente, mais dans les emprises privées, peut comprendre des installations de sécurité ainsi qu'une longueur de voie variable, de quelques dizaines de mètres pour les ITE les plus courtes à plusieurs dizaines de kilomètres dans le cas de certaines installations minières. Cette partie est munie d'un dispositif de protection des voies principales pour éviter qu'une circulation en dérive puisse accidentellement emprunter les voies principales. Ce système est, dans la plupart des cas, constitué d'une aiguille donnant sur une voie en impasse, ou d'un dispositif de déraillement (taquet ou aiguille). En général, elle est équipée de systèmes de manutention (sauterelles, grues, quais, portiques, silos, fosses, etc.) et, selon son importance, peut être dotée de moyens de traction internes (locotracteurs, cabestans, etc.).

## Les utilisateurs
Les utilisateurs peuvent être :
- le client titulaire de la convention de raccordement avec le réseau ferroviaire national, dénommé « embranché » ;
- un client, autorisé par l'embranché, à utiliser cette ITE pour la desserte d'un sous-embranchement, dénommé « sous-embranché » ;
- un client auquel l'embranché (ou le sous-embranché) a transmis l'usage des installations, dit « locataire » ou « exploitant » ;
- un client, non propriétaire des installations, mais autorisé à les utiliser par l'embranché (ou le sous-embranché), dit « co-utilisant ».

## Réglementation de sécurité ferroviaire (France)
Sur la deuxième partie de l'embranchement, la réglementation applicable sur le réseau ferré national (RFN) français n'est pas applicable (sauf convention écrite) puisqu'en dehors du RFN, des dispositions des décrets 92-158 du 20 février 1992 et 92-352 du 1er avril 1992 encadrent les opérations de desserte des ITE.